# Askos
Askos (stgr. ἀσκός, pol. bukłak) – rodzaj starożytnego greckiego naczynia ceramicznego do nalewania niewielkich ilości płynów, np. oleju.

## Terminologia
Greckie słowo ἀσκός oznacza dosłownie bukłak, a więc skórzany worek na substancje płynne. Stąd w Nowym Testamencie, gdy mowa jest o „wlewaniu wina do starych bukłaków”, pojawia się w oryginalnym tekście greckim właśnie słowo ἀσκός.
W użyciu powszechnym na południu Europy, jak również w archeologii (ceramologia), askosami nazywa się naczynia z ceramiki przypominające wyglądem worki z koziej skóry używane do trzymania i nalewania płynów. Nie ma dowodów, że starożytni nazywali ten typ ceramiki askosami. Askos używany był, podobnie jak lekyt, jako podręczne naczynie na oliwę.

## Charakterystyka
W typologii starożytnych greckich naczyń ceramicznych askosy określane są jako niewielkie zamknięte naczynia z uchwytem strzemieniowym i dogodną do polewania płynem formą rurkowatej wylewki (dziobkiem). Askosy w formie kaczek i innych ptaków znane były od VIII w. p.n.e. Zwykła forma aksosu była w powszechnym użyciu na terenie Attyki od 480 r. p.n.e.

## Askosy w zbiorach Muzeum Narodowego w Warszawie

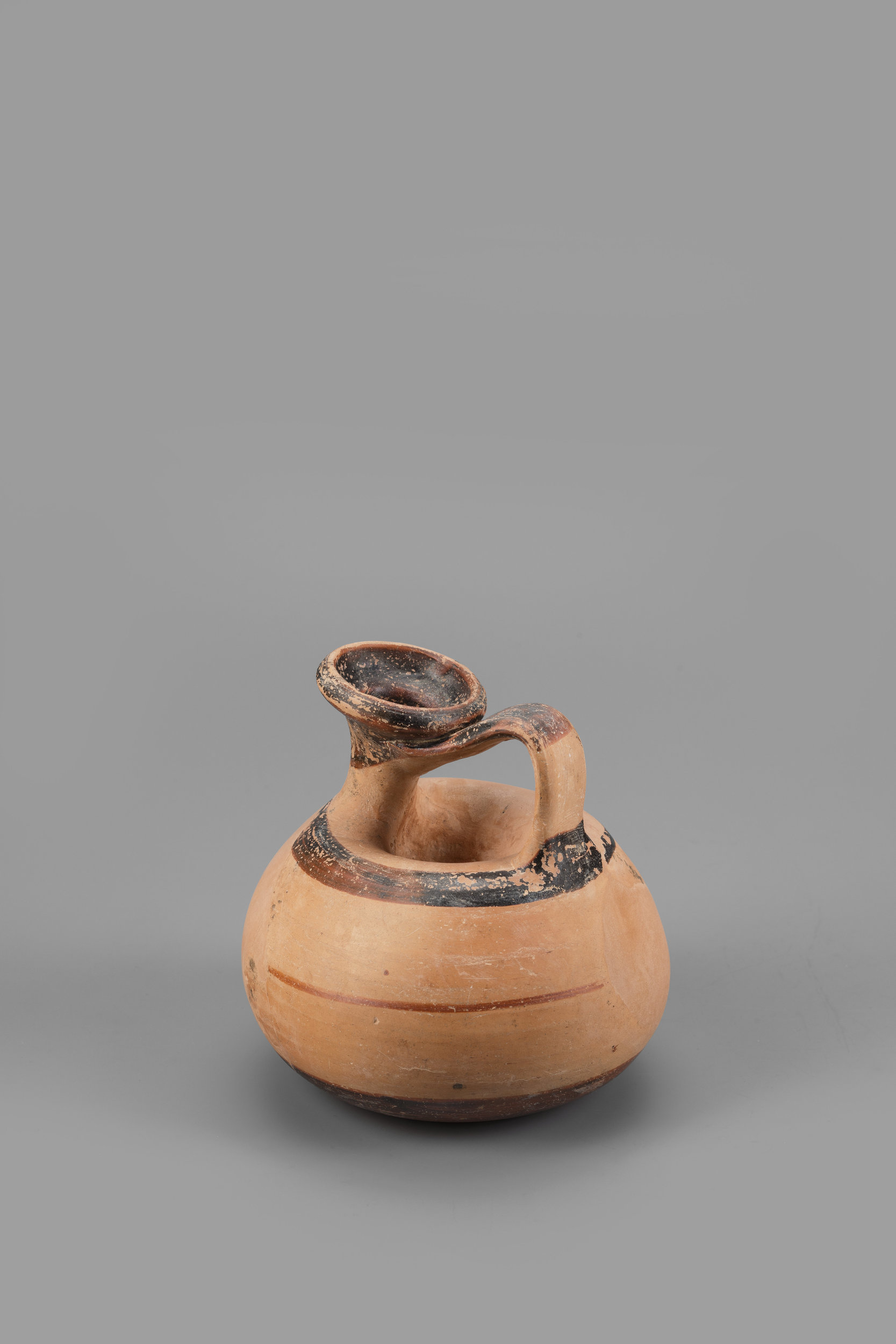
Askos joński, 2. poł. VI w. p.n.e.
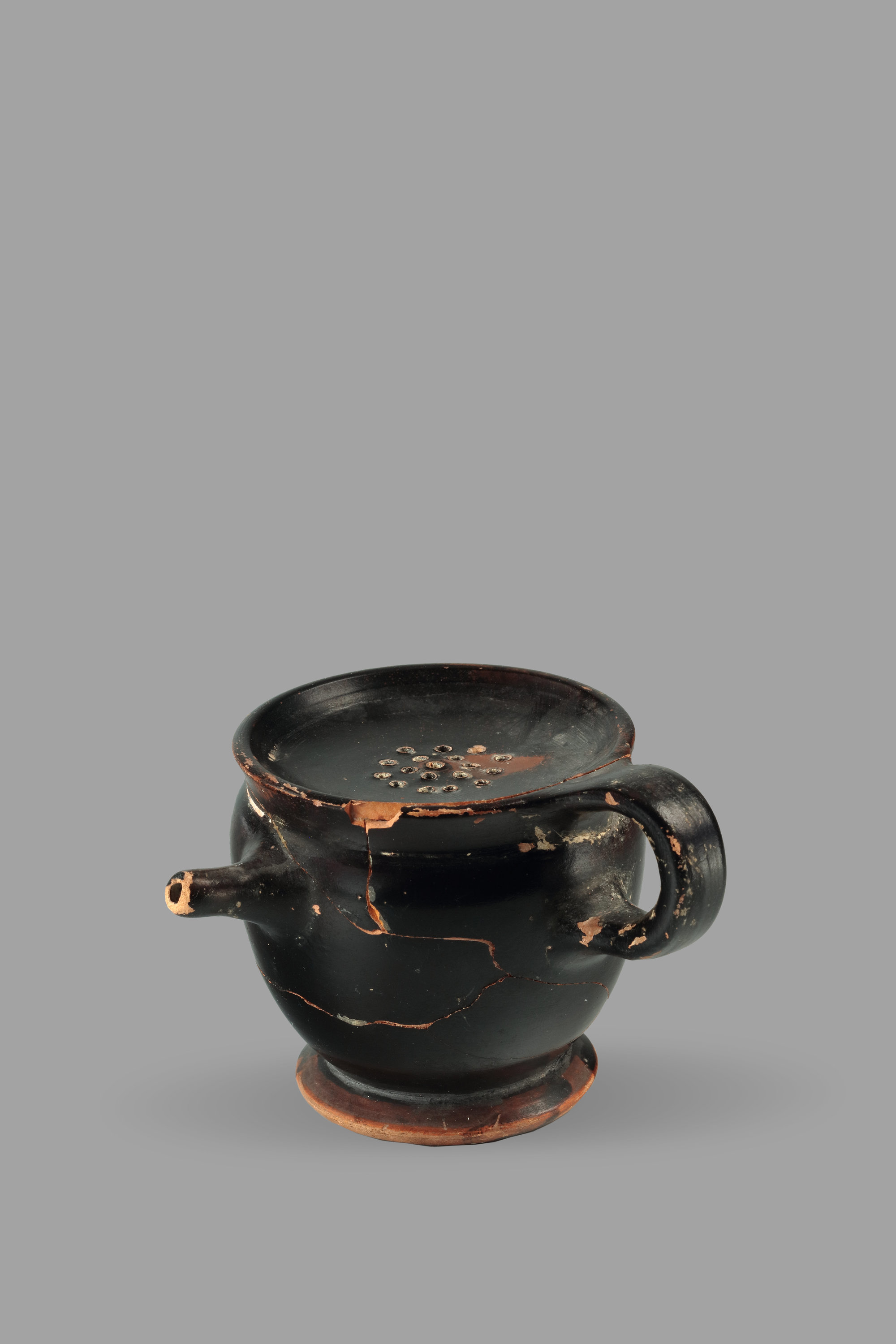
Askos attycki z dzióbkiem i sitkiem, V w. p.n.e.
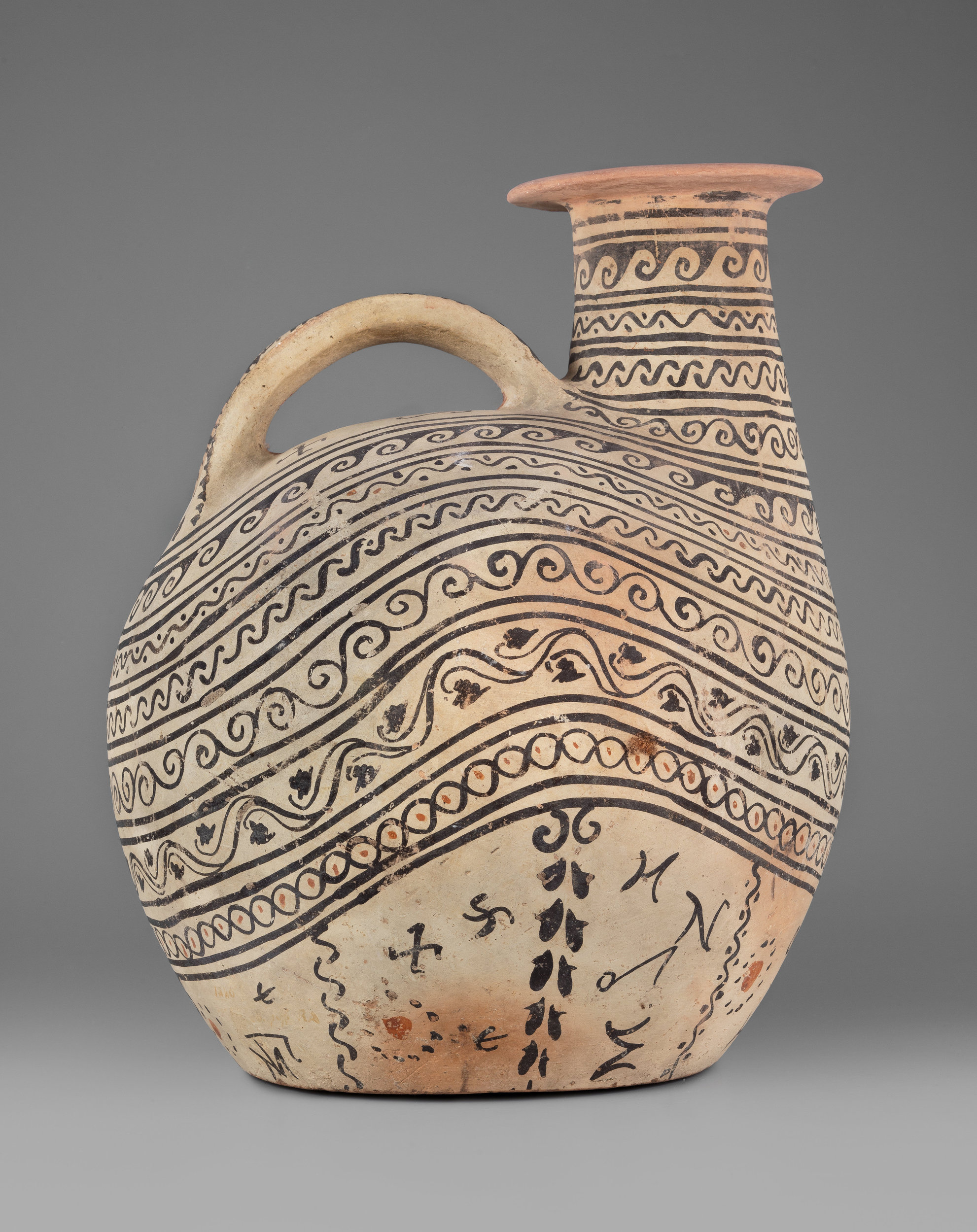
Askos apulijski, poł. IV w. p.n.e.
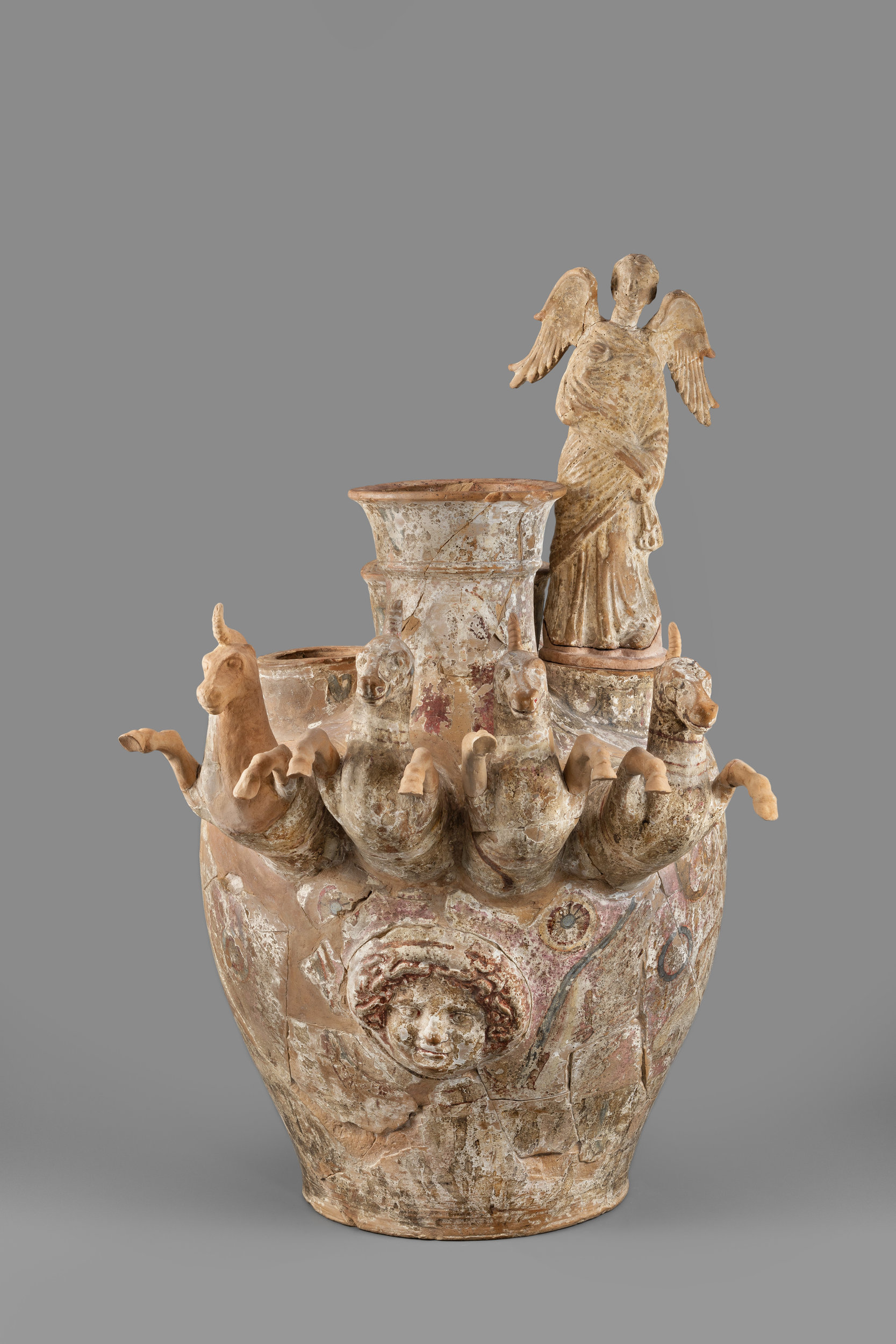
Askos południowoitalski z Nike, koniec IV-III w. p.n.e.
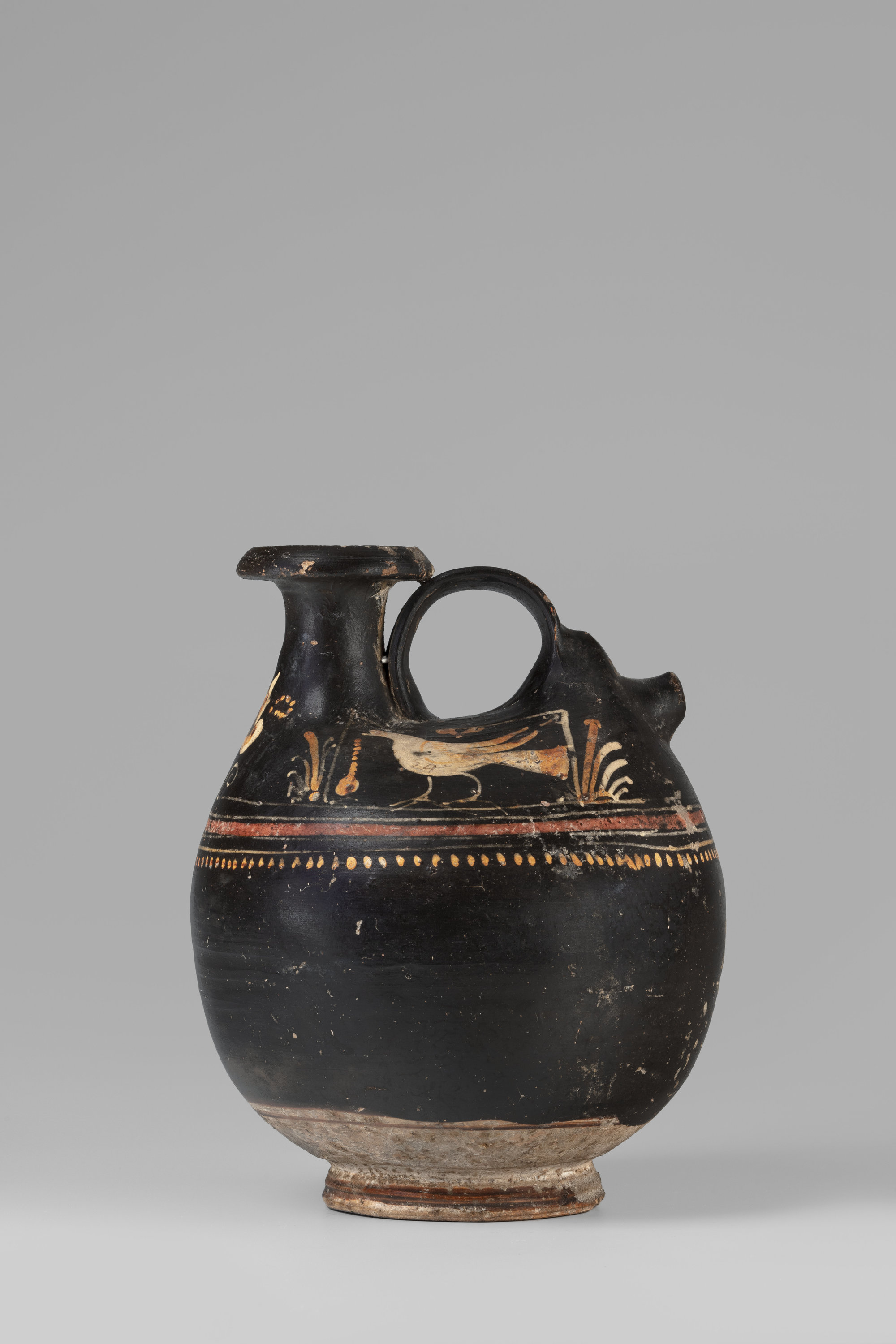
Askos gnathia dekorowany przedstawieniami ptaków, Etruria, ok. 300 p.n.e.